# Sleeping with Sirens
Sleeping with Sirens est un groupe de post-hardcore américain, originaire d'Orlando, en Floride. Le groupe est formé en 2009 avec les membres de For All We Know, Broadway, We Are Defiance et When Statues Fall.
Le groupe est signé par Rise Records et a sorti six albums, dont Feel sorti en 2013. En mars 2015, ils sortent Madness, signé sous leur nouveau label, Epitaph. Le groupe sort son premier album sous le nom With Ears to See and Eyes to Hear. L’album s’est placé dès le début numéro 7 dans le Billboard Top Heatseekers chart, et numéro 36 dans le « Top Independent Albums ».

## Biographie

### Débuts (2009–2015)
Le premier album du groupe, With Ears to See and Eyes to Hear, est publié le 23 mars 2010. Il atteint la 7e place du Billboard Top Heatseekers, et la 36e place des Top Independent Albums Le 7 avril 2011, le groupe publie Do It Now Remember It Later, le premier single issu de l'album. Plus tard dans le mois, le 28 juin, le single Fire est publié. Leur deuxième album, Let's Cheers to This, est publié le 10 mai 2011.
Le 26 juin 2012, le groupe publie son premier EP acoustique, If You Were a Movie, This Would Be Your Soundtrack 
Le 21 octobre 2012, Sleeping with Sirens publie un nouveau single Dead Walker Texas Ranger en guise de cadeau d'Halloween.
En janvier 2013, le groupe entre en studio pour enregistrer la suite de l'album Let's Cheers to This avec une date de sortie prévue pour mi-2013. Le 23 avril 2013, le groupe publie un nouveau single, Low, et révèle le titre de son nouvel album, Feel qui sortira le 4 juin 2013. En soutien à l'album, le groupe joue au Vans Warped Tour 2013. Le 21 mai, le groupe publie le deuxième single de Feel, Alone avec Machine Gun Kelly. Sur cet album, on peut aussi retrouver des collaborations avec Shayley Bourget de Dayshell, Fronz d'Attila et Matty Mullins de Memphis May Fire. Le 4 août 2013, le groupe annonce sa tournée Feel this Tour en soutien à l'album Feel. Memphis May Fire, Breathe Carolina, Issues, et Our Last Night y participeront.
Le 16 octobre 2013, le guitariste Jesse Lawson annonce son départ du groupe, souhaitant passer plus de temps avec sa famille et explorer de nouveaux horizons musicaux. Après son départ, le groupe recrute Nick Martin (ex-D.R.U.G.S. et Underminded) à la guitare pour leurs dates britanniques et américaines,.

### Madness(2014–2015)
Le 6 juillet 2014, le groupe publie des images d'eux en studio avec John Feldmann. Le 21 juillet 2014, le groupe annonce une tournée en tête d'affiche avec Pierce the Veil, aux côtés de Beartooth et This Wild Life. Le 8 août 2014, le groupe se sépare de Rise Records et travaille désormais indépendamment. En novembre, cependant, ils annoncent leur signature avec Epitaph Records et publient un nouveau single, Kick Me. Il sorte leur album le 13 mars 2015, Madness est alors dans les bacs. Cet album révèle des chansons personnelles de la part de Kellin comme November ou Gold. De nombreuses chansons d'amours comme Left Alone ou Heroine. Mais également plus tragique comme celle parlant d'une jeune fille suicidaire, Better of Dead, et d'autres chansons métal tel Don't Say Anything ou leur single Kick Me.

### Gossip(2017–2019)
Après la publication d'un album live acoustique en 2016, intitulé Live and Unplugged, le groupe se met à la création d'un album de 13 titres (dont deux morceaux bonus) qu'ils appelleront Gossip, ; leur devise pour cet album : Don't Believe the Gossip. Le groupe publie ensuite un single, Legends, le 13 juillet 2017, accompagné d'un clip dédié à leurs fans, qui sortira le 18 septembre de la même année. Ils sortent par la suite le deuxième clip de leur chanson, Cheers, le 24 août 2017, et sortiront également un autre single, intitulé Trouble, le 5 septembre. Ils publient une vidéo des paroles de leur titre Empire into Ashes. Ils sortent finalement leur album le 22 septembre 2017, accompagné d'explications de leur titre dans de courtes vidéos. Ils feront également un EP live acoustique de trois titres (Gossip, Legends et One Man Army) intitulé Live Acoustic from NYC.
La chanson Legends trouvera un succès retentissant et servira pour un spot de la Team USA. En novembre 2017, ils publient un morceau acoustique bonus pour Noël intitulé Christmas on the Road, qui rappelle notamment leur titre sur l'album If You Were a Movie, this Would Be Your Soundtrack, des morceaux d'amour calmes et mélodieux. Quant à Gossip, il comprend des chansons rock, dont certaines tournent vers l'electro, des chansons plus personnelles de la part de Kellin comme One Man Army, Hole In My Heart ou My Life, et des chansons plus heavy metal comme Empire into Ashes ou Brockens Mirrors. Très peu de chanson d'amour comparé à ces titres habituelles, mais il y a I Need to Know et War (qui parle quand même plus de la guerre et de l'amour maternelle).
Le groupe commence alors une grande tournée à travers le monde avec de nombreux titres à travers leurs concerts. Dont une tournée mondiale en 2018 qui marquera le groupe. En juillet ils sortiront ensuite "Another Day" le single qui précédera une tournée acoustique " Chill Out" à travers l'Amérique.

### How It Feels to Be Lost (2019 à aujourd'hui)
Le 19 juin 2019, le groupe a sorti le single Leave It All Behind, qui est plus proche de leur titres plus ancien que du son plus pop de Gossip, et a annoncé son sixième album studio, How It Feels to Be Lost. Il s'agit de la première sortie du groupe sous le label Sumerian Records. Benji Madden est présent sur un des morceaux de l'album. Le 19 juillet 2019, le groupe a sorti le deuxième single de l'album, Break Me Down. Le 8 août 2019, le groupe a sorti le troisième single de l'album, Agree to Disagree. 
Gabe Barham, batteur du groupe depuis 10 ans, annonce son départ du groupe le 30 aout 2019. 
Le 24 juillet 2020, le groupe annonce une version deluxe de l'album pour le 21 août avec la sortie d'un nouveau titre, Talking to Myself. Celle-ci comprendra aussi trois versions acoustiques de morceaux de l'album. 

## Membres

### Membres actuels
- Kellin Quinn Bostwick - chant, claviers (depuis 2009)
- Justin Hills - basse (depuis 2009)
- Jack Fowler - guitare solo (depuis 2010)
- Nick Martin - guitare rythmique (depuis 2013)
- Matty Best – batterie (depuis 2019)

### Anciens membres
- Brian Calzini - chant (2009)
- Gabe Barham - batterie (2009-2019)
- Brandon Mcmaster - guitare solo (2009-2010)
- Jesse Lawson - guitare rythmique
- Dave Aguliar - guitare rythmique (2009)
- Nick Trombino - guitare rythmique, chœur
- Paul Russel - guitare basse
- Alex Kaladjian - batterie

## Discographie

### Albums studio
- 2010 : With Ears to See and Eyes to Hear
- 2011 : Let's Cheers to This
- 2013 : Feel
- 2015 : Madness
- 2017 : Gossip
- 2019 : How It Feels To Be Lost
- 2022 : Complete Collapse

### EP et album live
- 2009 : Sleeping with Sirens
- 2012 : If You Were a Movie, this Would Be Your Soundtrack
- 2016 : Live and Unplugged
- 2017 : Live from NYC